# بيتر يوهاس
بيتر يوهاس (بالمجرية:Péter Juhász)، من مواليد 3 أغسطس 1948، لاعب كرة قدم مجري سابق. لعب مع منتخب المجر لكرة القدم.

## روابط خارجية
- بيتر يوهاس على موقع الاتحاد الدولي (مؤرشف)  (الإنجليزية)
- بيتر يوهاس على موقع الاتحاد الأوربي (الإنجليزية)
- بيتر يوهاس على موقع قاعدة بيانات كرة القدم.إي يو (الإنجليزية)
- بيتر يوهاس على موقع ناشيونال فوتبول تيمز (الإنجليزية)
- بيتر يوهاس على موقع عالم كرة القدم.نت (الإنجليزية)
- بيتر يوهاس على موقع أوليمبيديا (الإنجليزية)